# After Hours til Dawn Tour
L'After Hours til Dawn Tour, noto precedentemente come The After Hours Tour, è il quinto tour musicale del cantante canadese The Weeknd, a supporto della trilogia costituita dal quarto, quinto e sesto album in studio After Hours (2020), Dawn FM (2022) e Hurry Up Tomorrow (2025).

## Antefatti e sviluppo
Il 20 febbraio 2020 il cantante annunciò tramite i suoi profili social che avrebbe intrapreso una tournée in Nord America ed Europa a sostegno del suo quarto album in studio After Hours, rivelando contestualmente che Sabrina Claudio si sarebbe esibita come opening act in tutti i concerti, mentre Don Toliver e Black Atlass avrebbero aperto rispettivamente le tappe americane ed europee. Ulteriori date furono aggiunte a Los Angeles, Miami, Vancouver e Toronto il 3 marzo a causa dell'elevata domanda, oltre al quarto live a Londra il giorno successivo e al primo il 12 marzo in Repubblica Ceca.
Originariamente intitolato After Hours Tour e previsto per il 2020, Live Nation Entertainment posticipò lo svolgimento del tour al 2021 per via delle restrizioni legate al dilagarsi della pandemia di COVID-19, stabilendo l'inizio dei concerti il 12 giugno a Vancouver per poi concludersi l'11 novembre a Berlino. Tuttavia, The Weeknd lo rinviò altre due volte, prima il 3 febbraio e poi il 18 ottobre 2021, ribattezzando il tour nell'attuale After Hours til Dawn Tour, con la finalità di promuovere anche l'uscita del quinto album Dawn FM, e decidendo di annullare contestualmente gli spettacoli confermati e spostandone lo svolgimento negli stadi di tutto il mondo a partire dall'estate 2022; i biglietti e le date per la prima tappa del tour, che si è svolta in Nord America da luglio a settembre 2022, sono stati resi disponibili il 4 marzo dello stesso anno. La rapper Doja Cat avrebbe dovuto aprire tali concerti ma, poiché impossibilitata in seguito a una tonsillectomia, è stata sostituita Kaytranada, Snoh Aalegra e Mike Dean.
Lo show inaugurale si sarebbe dovuto svolgere al Rogers Centre di Toronto l'8 luglio 2022: tuttavia, in seguito all'interruzione dei servizi da parte della compagnia di telecomunicazioni Rogers Communications, lo spettacolo è stato rimandato al 22 settembre successivo. Il 3 settembre il cantante salì sul palco dello SoFi Stadium di Inglewood, in quello che avrebbe dovuto essere l'ultimo show del tour negli Stati Uniti d'America. Tuttavia, dopo appena venti minuti dall'inizio del concerto e durante l'interpretazione del quarto brano in scaletta Can't Feel My Face, il cantante è stato costretto ad annullare lo spettacolo a causa di un abbassamento della voce che non gli avrebbe permesso di proseguire l'esibizione. Lo show è stato recuperato il 27 novembre, accompagnato da una data aggiuntiva nello stesso impianto avvenuta il giorno seguente.
Al momento della conclusione della tappa nordamericana, vengono rivelato gli spettacoli della seconda leg del tour prevista in Europa e America Latina nel 2023, fra cui una doppia data italiana il 26 e 27 luglio all'Ippodromo La Maura a Milano, le quali registrano il sold out con oltre 160 000 biglietti venduti.
Il 24 agosto 2023 viene annunciata la tappa oceanica del tour, composta da 11 date tra Australia e Nuova Zelanda. Tuttavia, il successivo 3 novembre tutte le date vengono posticipate a causa di «circostanze impreviste». Nell'agosto 2024 sono state rivelate nuove date australiane fissate per ottobre, ovvero due doppie date a Melbourne e Sydney, mentre i concerti originariamente previsti a Brisbane e Auckland sono stati definitivamente annullati a causa di vincoli di programmazione.
Il 31 gennaio 2025, in concomitanza con la pubblicazione di Hurry Up Tomorrow, vengono rivelate le tappe della seconda tappa nordamericana, che si sarebbe tenuta dal 9 maggio al 2 settembre dello stesso anno.

## Filantropia
Grazie ai fondi provenienti dal tour, The Weeknd ha collaborato con il Programma alimentare mondiale delle Nazioni Unite attraverso il fondo XO Humanitarian per combattere la crisi della fame nel mondo, in sostegno della quale sono stati devoluti 1 euro per ogni biglietto venduto in Europa, 1 sterlina nel Regno Unito e l'equivalente di 1 dollaro nei Paesi latino-americani.

## Scaletta 2025
Essendosi protratto per vari anni, in concomitanza con la pubblicazione di nuova musica da parte dell'artista, la scaletta ha subito sostanziali variazioni nel corso del tour. Questa scaletta rappresenta quella del concerto del 30 maggio 2025 a Chicago in Illinois, nel quale rappresenta anche in altre date della quarta parte del tour.
1. The Abyss
2. Wake Me Up
3. After Hours
4. Starboy
5. Heartless
6. Faith
7. Take My Breath
8. Sacrifice
9. How Do I Make You Love Me?
10. Can't Feel My Face
11. Lost in the Fire
12. Kiss Land
13. Often
14. Given Up on Me
15. I Was Never There
16. The Hills
17. Baptized in Fear
18. Open Hearts
19. Cry For Me (con outro di I Can't Fucking Sing)
20. São Paulo (con outro di Until We're Skin and Bones)
21. Timeless (con Playboi Carti)
22. Rather Lie (con Playboi Carti)
23. Creepin'
24. Niagara Falls
25. One of the Girls
26. Stargirl Interlude
27. Out of Time
28. I Feel It Coming
29. Die for You
30. Is There Someone Else?
31. Wicked Games
32. Call Out My Name
33. The Morning
34. Save Your Tears
35. Less than Zero
36. Blinding Lights
37. Without A Warning
38. Reflections Laughing
39. High For This
40. House Of Balloons / Glass Table Girls
41. Moth to a Flame

### Variazioni
Qui di seguito sono elencate le modifiche più sostanziali nella scaletta del tour:
- Le canzoni Alone Again, Gasoline e Or Nah presenti nella scaletta della prima tappa nordamericana non sono state eseguite in Europa. Sono state sostituite da Dawn FM, Lost in the Fire, House Of Balloons e Reminder.
- The Weeknd ha aggiunto una canzone "bonus" alla scaletta ad ogni concerto della tappa europea.
- A partire dallo spettacolo del 10 giugno 2023 viene aggiunta alla scaletta Moth to a Flame.
- Durante la tappa europea del tour sono state eseguite varie canzoni tratte dalla serie televisiva The Idol.
- Durante lo spettacolo del 12 giugno 2023 è stato aggiunto In Your Eyes e poi a Stoccolma è stato aggiunto Tears in the Rain.
- Nella tappa latino-americana è stata aggiunta La fama al posto di Dawn FM, e allo stesso tempo è stato aggiunto Circus Maximus ed Earned It.
- Durante lo spettacolo a Bogotà del 4 ottobre 2023 è stato eseguito una versione synth di Stargirl Interlude.
- Durante lo spettacolo a Rio de Janeiro del 7 ottobre 2023 sono stati aggiunti False Alarm, Love Me Harder, Pray For Me e In The Night.
- Durante lo spettacolo a San Paolo del 10 ottobre 2023 sono stati aggiunti i medley di Wasted Times durante In the Night e di Alone Again durante Save Your Tears.
- Durante la tappa australiana sono state aggiunti alcuni inediti dall'album Hurry Up Tomorrow, ovvero Without A Warning, Wake Me Up, The Abyss, Take Me Back to LA, São Paulo, Timeless, Dancing in the Flames e In Heaven, e l'interludio di Too Late prima di Take My Breath, e Repeat After Me (Interlude) dopo Heartless; questo ha portato alla rimozione di canzoni che si trovavano nella precedente scaletta.
- La canzone Timeless è stata eseguita solo nella prima data a Melbourne; a partire dalla seconda data vengono riaggiunte Creepin e Moth to a Flame.
- A partire dalle due date a Sydney sono state riaggiunte Lost in the Fire, Hurricane, Kiss Land, Low Life, Reminder, High for This, One of the Girls, Popular, In Your Eyes e l'allora inedito Open Hearts; allo stesso tempo, vengono rimosse Out of Time, Without a Warning, Take Me Back to LA e The Abyss.

## Artisti d'apertura
La seguente lista rappresenta il numero correlato agli artisti d'apertura nella tabella delle date del tour.
- Kaytranada = 1
- Mike Dean = 2
- Snoh Aalegra = 3
- Aerobica = 4
- Tayhana = 5
- Chxrry22 = 6
- Anna Lunoe = 7
- Playboi Carti = 8

## Date del tour
| Data              | Città                | Stato                | Luogo                                        | Artisti d'apertura | Biglietti (venduti / disponibili) | Incasso      |
| Nord America      | Nord America         | Nord America         | Nord America                                 | Nord America       | Nord America                      | Nord America |
| ----------------- | -------------------- | -------------------- | -------------------------------------------- | ------------------ | --------------------------------- | ------------ |
| 14 luglio 2022    | Filadelfia           | Stati Uniti          | Lincoln Financial Field                      | 1 ; 2              | 46.486 / 46.486                   | $5.131.280   |
| 16 luglio 2022    | East Rutherford      | Stati Uniti          | MetLife Stadium                              | 1 ; 2              | 54.703 / 54.703                   | $9.890.367   |
| 21 luglio 2022    | Foxborough           | Stati Uniti          | Gillette Stadium                             | 1 ; 2              | 48.993 / 48.993                   | $6.278.792   |
| 24 luglio 2022    | Chicago              | Stati Uniti          | Soldier Field                                | 1 ; 2              | 48.887 / 48.887                   | $7.961.796   |
| 27 luglio 2022    | Detroit              | Stati Uniti          | Ford Field                                   | 1 ; 2              | 45.609 / 45.609                   | $4.985.501   |
| 30 luglio 2022    | Landover             | Stati Uniti          | FedExField                                   | 1 ; 2              | 40.175 / 40.175                   | $5.929.460   |
| 4 agosto 2022     | Tampa                | Stati Uniti          | Raymond James Stadium                        | 1 ; 2              | 49.941 / 49.941                   | $6.116.238   |
| 6 agosto 2022     | Miami Gardens        | Stati Uniti          | Hard Rock Stadium                            | 1 ; 2              | 45.142 / 45.142                   | $6.470.071   |
| 11 agosto 2022    | Atlanta              | Stati Uniti          | Mercedes-Benz Stadium                        | 2 ; 3              | 46.836 / 46.836                   | $6.539.838   |
| 14 agosto 2022    | Arlington            | Stati Uniti          | AT&T Stadium                                 | 2 ; 3              | 49.783 / 49.783                   | $8.043.625   |
| 18 agosto 2022    | Denver               | Stati Uniti          | Empower Field at Mile High                   | 1 ; 2              | 51.472 / 51.472                   | $6.307.858   |
| 20 agosto 2022    | Paradise             | Stati Uniti          | Allegiant Stadium                            | 1 ; 2              | 44.321 / 44.321                   | $8.267.750   |
| 23 agosto 2022    | Vancouver            | Canada               | BC Place                                     | 1 ; 2              | 41.219 / 41.219                   | $4.898.562   |
| 25 agosto 2022    | Seattle              | Stati Uniti          | Lumen Field                                  | 2 ; 3              | 51.556 / 51.556                   | $7.071.186   |
| 27 agosto 2022    | Santa Clara          | Stati Uniti          | Levi's Stadium                               | 2 ; 3              | 49.227 / 49.227                   | $9.599.671   |
| 30 agosto 2022    | Glendale             | Stati Uniti          | State Farm Stadium                           | 1 ; 2              | 53.969 / 53.969                   | $6.200.909   |
| 2 settembre 2022  | Inglewood            | Stati Uniti          | SoFi Stadium                                 | 1 ; 2              | 147.015 / 147.015                 | $28.752.263  |
| 22 settembre 2022 | Toronto              | Canada               | Rogers Centre                                | 1 ; 2              | 87.101 / 87.101                   | $10.231.250  |
| 23 settembre 2022 | Toronto              | Canada               | Rogers Centre                                | 1 ; 2              | 87.101 / 87.101                   | $10.231.250  |
| 26 novembre 2022  | Inglewood            | Stati Uniti          | SoFi Stadium                                 | 1 ; 2              | [ n 3 ]                           | [ n 3 ]      |
| 27 novembre 2022  | Inglewood            | Stati Uniti          | SoFi Stadium                                 | 1 ; 2              | [ n 3 ]                           | [ n 3 ]      |
| Europa            |                      |                      |                                              |                    |                                   |              |
| 6 giugno 2023     | Lisbona              | Portogallo           | Passeio Maritimo de Algés                    | 1 ; 2              | 59.928 / 59.928                   | $5.308.581   |
| 10 giugno 2023    | Manchester           | Regno Unito          | Etihad Stadium                               | 1 ; 2              | 52.972 / 59.972                   | $5.293.048   |
| 14 giugno 2023    | Horsens              | Danimarca            | Nordstern Arena                              | 1 ; 2              | 26.354 / 26.354                   | $3.616.107   |
| 17 giugno 2023    | Stoccolma            | Svezia               | Tele2 Arena                                  | 1 ; 2              | 70.130 / 70.130                   | $5.196.225   |
| 18 giugno 2023    | Stoccolma            | Svezia               | Tele2 Arena                                  | 1 ; 2              | 70.130 / 70.130                   | $5.196.225   |
| 20 giugno 2023    | Oslo                 | Norvegia             | Telenor Arena                                | 1 ; 2              | 23.332 / 23.332                   | $1.919.784   |
| 23 giugno 2023    | Amsterdam            | Paesi Bassi          | Johan Cruijff Arena                          | 1 ; 2              | 103.181 / 103.181                 | $10.066.993  |
| 24 giugno 2023    | Amsterdam            | Paesi Bassi          | Johan Cruijff Arena                          | 1 ; 2              | 103.181 / 103.181                 | $10.066.993  |
| 28 giugno 2023    | Dublino              | Irlanda              | Marlay Park                                  | 1 ; 2              | 36.251 / 36.251                   | $3.752.734   |
| 2 luglio 2023     | Amburgo              | Germania             | Volksparkstadion                             | 1 ; 2              | 46.771 / 46.771                   | $4.191.685   |
| 4 luglio 2023     | Düsseldorf           | Germania             | Merkur Spiel-Arena                           | 1 ; 2              | 46.932 / 46.932                   | $4.346.049   |
| 7 luglio 2023     | Londra               | Regno Unito          | London Stadium                               | 1 ; 2              | 159.574 / 159.574                 | $17.117.477  |
| 8 luglio 2023     | Londra               | Regno Unito          | London Stadium                               | 1 ; 2              | 159.574 / 159.574                 | $17.117.477  |
| 11 luglio 2023    | Bruxelles            | Belgio               | Stadio Re Baldovino                          | 1 ; 2              | 103.297 / 103.297                 | $8.983.571   |
| 12 luglio 2023    | Bruxelles            | Belgio               | Stadio Re Baldovino                          | 1 ; 2              | 103.297 / 103.297                 | $8.983.571   |
| 14 luglio 2023    | Francoforte sul Meno | Germania             | Deutsche Bank Park                           | 1 ; 2              | 47.169 / 47.169                   | $4.577.212   |
| 18 luglio 2023    | Madrid               | Spagna               | Stadio Cívitas Metropolitano                 | 1 ; 2              | 54.568 / 54.568                   | $4.934.255   |
| 20 luglio 2023    | Barcellona           | Spagna               | Stadio olimpico Lluís Companys               | 1 ; 2              | 54.017 / 54.017                   | $5.584.112   |
| 22 luglio 2023    | Nizza                | Francia              | Allianz Riviera                              | 1 ; 2              | 69.200 / 69.200                   | $7.335.862   |
| 23 luglio 2023    | Nizza                | Francia              | Allianz Riviera                              | 1 ; 2              | 69.200 / 69.200                   | $7.335.862   |
| 26 luglio 2023    | Milano               | Italia               | Ippodromo SNAI La Maura                      | 1 ; 2              | 158.707 / 158.707                 | $12.908.985  |
| 27 luglio 2023    | Milano               | Italia               | Ippodromo SNAI La Maura                      | 1 ; 2              | 158.707 / 158.707                 | $12.908.985  |
| 29 luglio 2023    | Saint-Denis          | Francia              | Stade de France                              | 1 ; 2              | 150.610 / 150.610                 | $15.858.993  |
| 30 luglio 2023    | Saint-Denis          | Francia              | Stade de France                              | 1 ; 2              | 150.610 / 150.610                 | $15.858.993  |
| 1º agosto 2023    | Bordeaux             | Francia              | Matmut Atlantique                            | 1 ; 2              | 38.251 / 38.251                   | $3.952.106   |
| 4 agosto 2023     | Monaco di Baviera    | Germania             | Olympiastadion                               | 1 ; 2              | 72.011 / 72.011                   | $6.338.258   |
| 6 agosto 2023     | Praga                | Repubblica Ceca      | Letňany                                      | 1 ; 2              | 60.714 / 60.714                   | $6.388.154   |
| 9 agosto 2023     | Varsavia             | Polonia              | PGE Narodowy                                 | 1 ; 2              | 62.007 / 62.007                   | $6.477.908   |
| 12 agosto 2023    | Tallinn              | Estonia              | Auditorium del Festival                      | 1 ; 2              | 53.458 / 53.458                   | $5.086.827   |
| 18 agosto 2023    | Londra               | Regno Unito          | Wembley Stadium                              | 1 ; 2              | 89.179 / 89.179                   | $9.250.619   |
| America Latina    |                      |                      |                                              |                    |                                   |              |
| 26 settembre 2023 | Monterrey            | Messico              | Stadio BBVA                                  | 1 ; 2              | 46.791 / 46.791                   | $5.689.051   |
| 29 settembre 2023 | Città del Messico    | Messico              | Foro Sol                                     | 1 ; 2              | 129.707 / 129.707                 | $11.097.399  |
| 30 settembre 2023 | Città del Messico    | Messico              | Foro Sol                                     | 1 ; 2              | 129.707 / 129.707                 | $11.097.399  |
| 4 ottobre 2023    | Bogotà               | Colombia             | Stadio Nemesio Camacho                       | 1 ; 2              | 35.386 / 35.386                   | $3.117.966   |
| 7 ottobre 2023    | Rio de Janeiro       | Brasile              | Stadio olimpico Nilton Santos                | 1 ; 2              | 71.363 / 71.363                   | $5.153.492   |
| 10 ottobre 2023   | San Paolo            | Brasile              | Allianz Parque                               | 1 ; 2              | 97.892 / 97.892                   | $9.208.211   |
| 11 ottobre 2023   | San Paolo            | Brasile              | Allianz Parque                               | 1 ; 2              | 97.892 / 97.892                   | $9.208.211   |
| 15 ottobre 2023   | Santiago del Cile    | Cile                 | Stadio bicentenario municipale di La Florida | 1 ; 2 ; 4          | 50.133 / 50.133                   | $5.062.149   |
| 16 ottobre 2023   | Santiago del Cile    | Cile                 | Stadio bicentenario municipale di La Florida | 1 ; 2 ; 4          | 50.133 / 50.133                   | $5.062.149   |
| 18 ottobre 2023   | Buenos Aires         | Argentina            | Stadio Monumental Antonio Vespucio Liberti   | 1 ; 2 ; 5          | 116.695 / 116.695                 | $5.093.887   |
| 19 ottobre 2023   | Buenos Aires         | Argentina            | Stadio Monumental Antonio Vespucio Liberti   | 1 ; 2 ; 5          | 116.695 / 116.695                 | $5.093.887   |
| 22 ottobre 2023   | Lima                 | Perù                 | Stadio olimpico San Marcos                   | 1 ; 2              | 41.191 / 41.191                   | $4.032.616   |
| 25 ottobre 2023   | Guadalajara          | Messico              | Stadio Akron                                 | 1 ; 2              | 41.145 / 41.145                   | $5.935.783   |
| Oceania           |                      |                      |                                              |                    |                                   |              |
| 5 ottobre 2024    | Melbourne            | Australia            | Marvel Stadium                               | 2 ; 6 ; 7          | 92.093 / 92.093                   | $12.519.035  |
| 6 ottobre 2024    | Melbourne            | Australia            | Marvel Stadium                               | 2 ; 6 ; 7          | 92.093 / 92.093                   | $12.519.035  |
| 22 ottobre 2024   | Sydney               | Australia            | Accor Stadium                                | 2 ; 6 ; 7          | 118.969 / 118.969                 | $13.596.963  |
| 23 ottobre 2024   | Sydney               | Australia            | Accor Stadium                                | 2 ; 6 ; 7          | 118.969 / 118.969                 | $13.596.963  |
| Nord America      |                      |                      |                                              |                    |                                   |              |
| 9 maggio 2025     | Glendale             | Stati Uniti          | State Farm Stadium                           | 2 ; 8              | —                                 | —            |
| 24 maggio 2025    | Detroit              | Stati Uniti          | Ford Field                                   | 2 ; 8              | —                                 | —            |
| 25 maggio 2025    | Detroit              | Stati Uniti          | Ford Field                                   | 2 ; 8              | —                                 | —            |
| 30 maggio 2025    | Chicago              | Stati Uniti          | Soldier Field                                | 2 ; 8              | —                                 | —            |
| 31 maggio 2025    | Chicago              | Stati Uniti          | Soldier Field                                | 2 ; 8              | —                                 | —            |
| 5 giugno 2025     | East Rutherford      | Stati Uniti          | MetLife Stadium                              | 2 ; 8              | —                                 | —            |
| 6 giugno 2025     | East Rutherford      | Stati Uniti          | MetLife Stadium                              | 2 ; 8              | —                                 | —            |
| 7 giugno 2025     | East Rutherford      | Stati Uniti          | MetLife Stadium                              | 2 ; 8              | —                                 | —            |
| 10 giugno 2025    | Foxborough           | Stati Uniti          | Gillette Stadium                             | 2 ; 8              | —                                 | —            |
| 11 giugno 2025    | Foxborough           | Stati Uniti          | Gillette Stadium                             | 2 ; 8              | —                                 | —            |
| 14 giugno 2025    | Minneapolis          | Stati Uniti          | U.S. Bank Stadium                            | 2 ; 8              | —                                 | —            |
| 21 giugno 2025    | Denver               | Stati Uniti          | Empower Field at Mile High                   | 2 ; 8              | —                                 | —            |
| 25 giugno 2025    | Inglewood            | Stati Uniti          | SoFi Stadium                                 | 2                  | —                                 | —            |
| 26 giugno 2025    | Inglewood            | Stati Uniti          | SoFi Stadium                                 | 2                  | —                                 | —            |
| 28 giugno 2025    | Inglewood            | Stati Uniti          | SoFi Stadium                                 | 2                  | —                                 | —            |
| 29 giugno 2025    | Inglewood            | Stati Uniti          | SoFi Stadium                                 | 2                  | —                                 | —            |
| 5 luglio 2025     | Paradise             | Stati Uniti          | Allegiant Stadium                            | 2, 7               |                                   |              |
| 8 luglio 2025     | Santa Clara          | Stati Uniti          | Levi's Stadium                               | —                  | —                                 |              |
| 9 luglio 2025     | Santa Clara          | Stati Uniti          | Levi's Stadium                               | —                  | —                                 |              |
| 12 luglio 2025    | Seattle              | Stati Uniti          | Lumen Field                                  | —                  | —                                 |              |
| 15 luglio 2025    | Vancouver            | Stati Uniti          | Canada                                       | BC Place           | —                                 | —            |
| 16 luglio 2025    | Vancouver            |                      | Canada                                       | BC Place           | —                                 | —            |
| 19 luglio 2025    | Edmonton             | Commonwealth Stadium | Canada                                       | —                  | —                                 |              |
| 24 luglio 2025    | Montréal             | Jean-Drapeau         | Canada                                       | —                  | —                                 |              |
| 25 luglio 2025    | Montréal             | Jean-Drapeau         | Canada                                       | —                  | —                                 |              |
| 27 luglio 2025    | Toronto              | Rogers Centre        | Canada                                       | —                  | —                                 |              |
| 28 luglio 2025    | Toronto              | Rogers Centre        | Canada                                       | —                  | —                                 |              |
| 30 luglio 2025    | Filadelfia           | Stati Uniti          | Lincoln Financial Field                      | —                  | —                                 |              |
| 31 luglio 2025    | Filadelfia           | Stati Uniti          | Lincoln Financial Field                      | —                  | —                                 |              |
| 2 agosto 2025     | Landover             | Stati Uniti          | Northwest Stadium                            | —                  | —                                 |              |
| 7 agosto 2025     | Toronto              | Canada               | Rogers Centre                                | —                  | —                                 |              |
| 8 agosto 2025     | Toronto              | Canada               | Rogers Centre                                | —                  | —                                 |              |
| 12 agosto 2025    | Nashville            | Stati Uniti          | Nissan Stadium                               | —                  | —                                 |              |
| 15 agosto 2025    | Miami Gardens        | Stati Uniti          | Hard Rock Stadium                            | —                  | —                                 |              |
| 16 agosto 2025    | Miami Gardens        | Stati Uniti          | Hard Rock Stadium                            | —                  | —                                 |              |
| 21 agosto 2025    | Atlanta              | Stati Uniti          | Mercedes-Benz Stadium                        | —                  | —                                 |              |
| 25 agosto 2025    | Orlando              | Stati Uniti          | Camping World Stadium                        | —                  | —                                 |              |
| 27 agosto 2025    | Arlington            | Stati Uniti          | AT&T Stadium                                 | —                  | —                                 |              |
| 28 agosto 2025    | Arlington            | Stati Uniti          | AT&T Stadium                                 | —                  | —                                 |              |
| 30 agosto 2025    | Houston              | Stati Uniti          | NRG Stadium                                  | —                  | —                                 |              |
| 31 agosto 2025    | Houston              | Stati Uniti          | NRG Stadium                                  | —                  | —                                 |              |
| 3 settembre 2025  | San Antonio          | Stati Uniti          | Alamodome                                    | —                  | —                                 |              |
| Totale            | Totale               | Totale               | Totale                                       | Totale             | 3.489.612 / 3.489.612 (100%)      | $386.325.455 |

### Cancellazioni
| 20 novembre 2023 | Brisbane  | Australia     | Suncorp Stadium | Circostanze impreviste |
| 21 novembre 2023 | Brisbane  | Australia     | Suncorp Stadium | Circostanze impreviste |
| 24 novembre 2023 | Sydney    | Australia     | Accor Stadium   | Circostanze impreviste |
| 25 novembre 2023 | Sydney    | Australia     | Accor Stadium   | Circostanze impreviste |
| 27 novembre 2023 | Sydney    | Australia     | Accor Stadium   | Circostanze impreviste |
| 1º dicembre 2023 | Melbourne | Australia     | Marvel Stadium  | Circostanze impreviste |
| 2 dicembre 2023  | Melbourne | Australia     | Marvel Stadium  | Circostanze impreviste |
| 4 dicembre 2023  | Melbourne | Australia     | Marvel Stadium  | Circostanze impreviste |
| 5 dicembre 2023  | Melbourne | Australia     | Marvel Stadium  | Circostanze impreviste |
| 8 dicembre 2023  | Auckland  | Nuova Zelanda | Eden Park       | Circostanze impreviste |
| 9 dicembre 2023  | Auckland  | Nuova Zelanda | Eden Park       | Circostanze impreviste |

Note
1. ↑  Originariamente previsto per l'8 luglio 2022, il concerto è stato posticipato a causa di un'interruzione dei servizi della Rogers Communications.
2. ↑  Originariamente previsto per il 3 settembre 2022, il concerto è stato annullato a pochi minuti dall'inizio a causa di un problema alle corde vocali del cantante.
3. 1 2  Il totale è stato conteggiato presso la data del 2 settembre 2022.